# Bos primigenius
L'uro (Bos primigenius (Bojanus, 1827)) era un grande bovino, oggi estinto, diffuso originariamente in Europa, Asia e Africa da cui sono stati selezionati i bovini domestici.

## Variazioni di nomenclatura nelle lingue europee
Il nome scientifico Bos primigenius significa "bue primitivo", "proto-bue".
Il termine in lingua tedesca, invece, è Auerochse o Ur-Ochs: combinazione del prefisso ur-, che significa "originario/proto-"  e della parola "Ochs(e)", che significa "bue". 
In inglese i termini aurochs, urus e wisent vengono tutti usati come sinonimi. Questo utilizzo è errato, dal momento che l'uro è una specie completamente distinta dall'ancora esistente wisent (il bisonte europeo).

## Tassonomia
Il nome scientifico Bos primigenius non viene considerato valido dall'ITIS, che classifica l'uro sotto Bos taurus, la stessa specie dei bovini domestici. Comunque, nel 2003, la Commissione Internazionale di Nomenclatura Zoologica «ha conservato l'utilizzo di 17 nomi specifici sulla base di specie selvatiche, che sono pre-datati o contemporanei a quelli basati sulle forme domestiche», confermando Bos primigenius per l'uro. I tassonomi che considerano i bovini domestici una sottospecie dell'uro selvatico dovrebbero usare Bos primigenius taurus; il nome Bos taurus rimane disponibile per i bovini domestici quando vengono considerati come specie separata.
Secondo il Paleontologisk Museum dell'Università di Oslo, gli uri si evolsero in India circa due milioni di anni fa, migrando verso il Medio Oriente ed altre regioni dell'Asia, e raggiunsero l'Europa circa 250.000 anni fa. Una volta venivano considerati una specie distinta dai moderni bovini europei (Bos taurus), ma una tassonomia successiva ha respinto questa distinzione. I bovini domestici dell'Asia meridionale o zebù, discendono da un diverso gruppo di uri, che viveva ai margini del deserto del Thar, in India; questo spiega la resistenza dello zebù alla siccità. Gli yak domestici, i gayal e i bovini di Giava non discendono invece dall'uro.

### Sottospecie
Una volta esistevano tre sottospecie di uro: Bos primigenius namadicus (Falconer, 1859), che viveva in India, Bos primigenius africanus (Falconer II 1859) del Nordafrica e, naturalmente, Bos primigenius primigenius (Bojanus, 1827) dell'Europa e del Medio Oriente. Solo la sottospecie europea è sopravvissuta fino al diciassettesimo secolo. Tutte e tre sono state addomesticate.

## Morfologia
L'uro possedeva anche alcuni aspetti che si riscontrano raramente nei bovini moderni, come le corna a forma di lira ricurve in avanti, una striscia pallida lungo la spina dorsale e un dimorfismo sessuale nei colori del mantello. I maschi erano neri con una striscia color grigio più chiaro o marroncina lungo la spina dorsale, mentre le femmine e i vitelli erano rossastri (questi colori si riscontrano tuttora in pochi bovini domestici, come i bovini di Jersey).

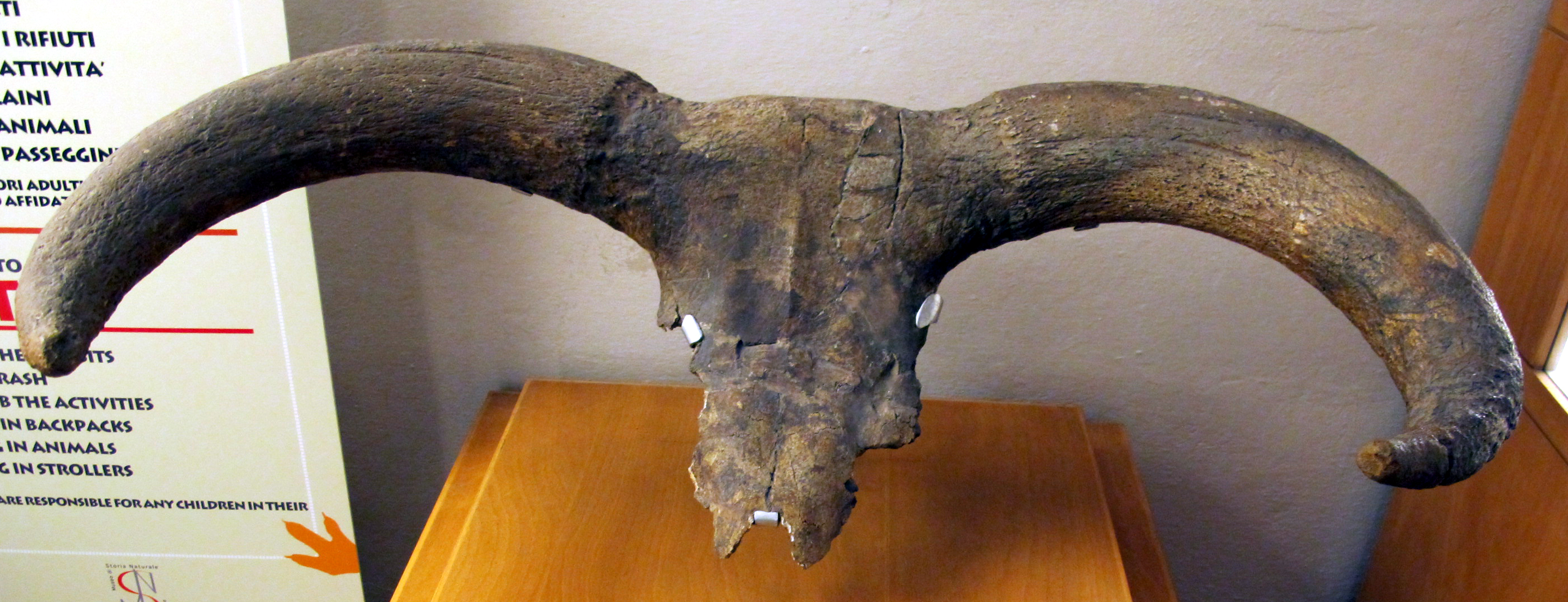
Cranio con corna, rinvenuto a Bucine, Valdarno

Gli uri erano noti anche per il loro temperamento aggressivo e nelle culture antiche ucciderne uno era un grande atto di coraggio.

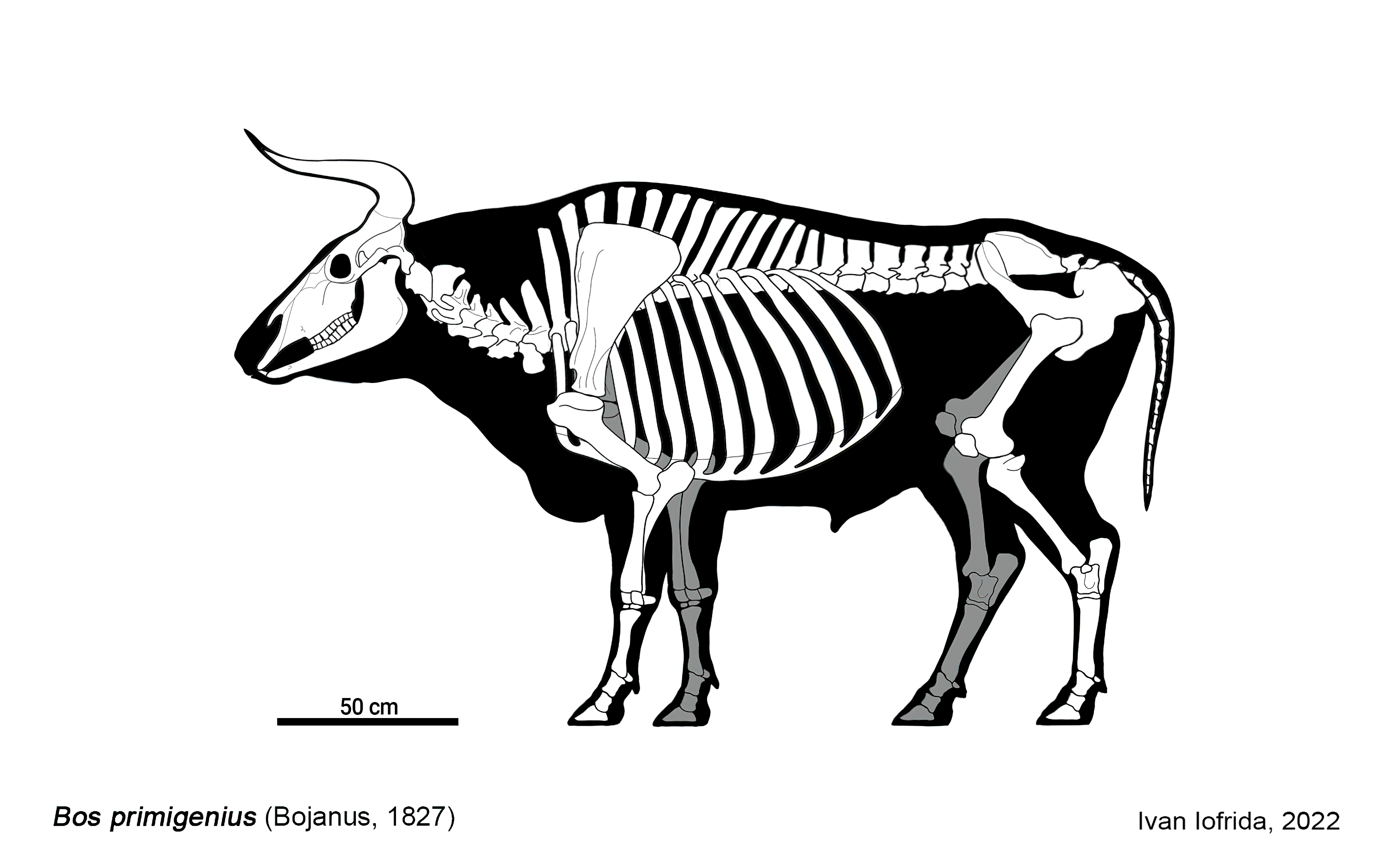
Ricostruzione dello scheletro di Bos primigenius

I bovini moderni sono divenuti molto più piccoli dei loro antenati selvatici: l'altezza al garrese di una vacca domestica di taglia media è di circa 150 cm, mentre l'uro raggiungeva mediamente i 175 cm di altezza.

## Domesticazione

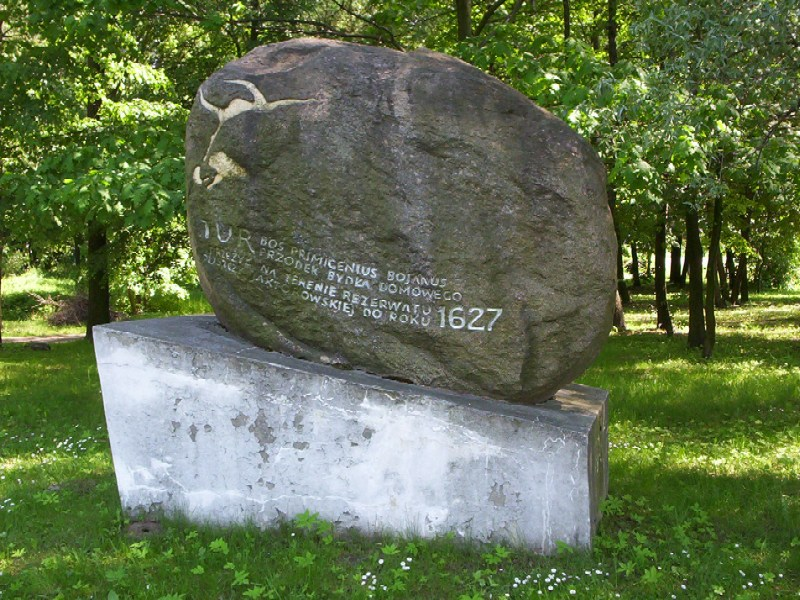
Monumento all'ultimo uro a Jaktorów, Polonia

La domesticazione dell'uro ebbe inizio nel Caucaso meridionale e nella Mesopotamia settentrionale a partire dal VI millennio a.C., mentre gli aspetti genetici suggeriscono che gli uri furono addomesticati indipendentemente in Africa settentrionale e in India. La domesticazione causò cambiamenti nella fisiologia di queste creature, tanto che i bovini domestici sono stati considerati in passato come specie separata (vedi sopra).
Le analisi genetiche delle ossa di uro e dei bovini moderni sono state fonti di molte notizie riguardo agli uri. Sebbene gli uri si siano estinti in Gran Bretagna durante l'età del bronzo, le analisi delle ossa degli uri che vissero là contemporaneamente ai bovini domestici non hanno indicato alcun apporto genetico dato alle razze moderne. Per questo si ritiene che i bovini europei moderni siano discesi direttamente dai processi di domesticazione avvenuti nel Vicino Oriente. I bovini indiani (zebù), sebbene siano stati addomesticati tra gli ottomila e i diecimila anni fa, sono imparentati con l'uro, da cui hanno avuto origine nel Vicino Oriente circa 200.000 anni fa.
Si pensa che anche i bovini africani discendano dagli uri, con i quali sarebbero persino più strettamente imparentati di quanto non lo siano quelli del Vicino Oriente. Si ritiene che gli uri del Vicino Oriente si siano separati da quelli africani circa 25.000 / 15.000 anni prima di venire domesticati. La razza bovina «turano-mongola», che si incontra in Cina settentrionale, Mongolia, Corea e Giappone, dovrebbe essere il frutto di un quarto evento di domesticazione. Questo raggruppamento si è separato da quello del Vicino Oriente circa 35.000 anni fa. Non è chiaro se queste distinte popolazioni genetiche siano state composte da distinte sottospecie.

## Estinzione

Un corno per bere nella Livrustkammaren di Stoccolma

L'areale originario dell'uro si estendeva dalle isole britanniche fino all'Africa, al Medio Oriente, all'India e all'Asia centrale. A partire dal XIII secolo d.C., l'areale dell'uro si restrinse alla Polonia, alla Lituania, alla Moldavia, alla Transilvania e alla Prussia Orientale. In queste zone il diritto di cacciare i grandi animali fu ristretto solo ai nobili, fino a divenire gradualmente una prerogativa solo delle famiglie reali. Con il declino della popolazione degli uri, la caccia cessò, ma le corti reali continuarono a ingaggiare guardacaccia che provvedessero al mantenimento di campi aperti per il pascolo degli uri. In cambio furono esonerati dalle tasse locali e un decreto giudicò la caccia di frodo all'uro punibile con la morte. Nel 1564 i guardacaccia, secondo le stime reali, erano a conoscenza di solo 38 animali. L'ultimo uro visto vivo, una femmina, morì nel 1627 nella foresta di Jaktorów, in Polonia. Un corno per bere, custodito nella Livrustkammaren di Stoccolma, si ritiene sia stato realizzato con il corno dell'ultimo uro (Bos primigenius). Questo non è del tutto corretto, perché il corno proviene da un uro mescolato con bestiame domestico.

## Uro "ricreato"

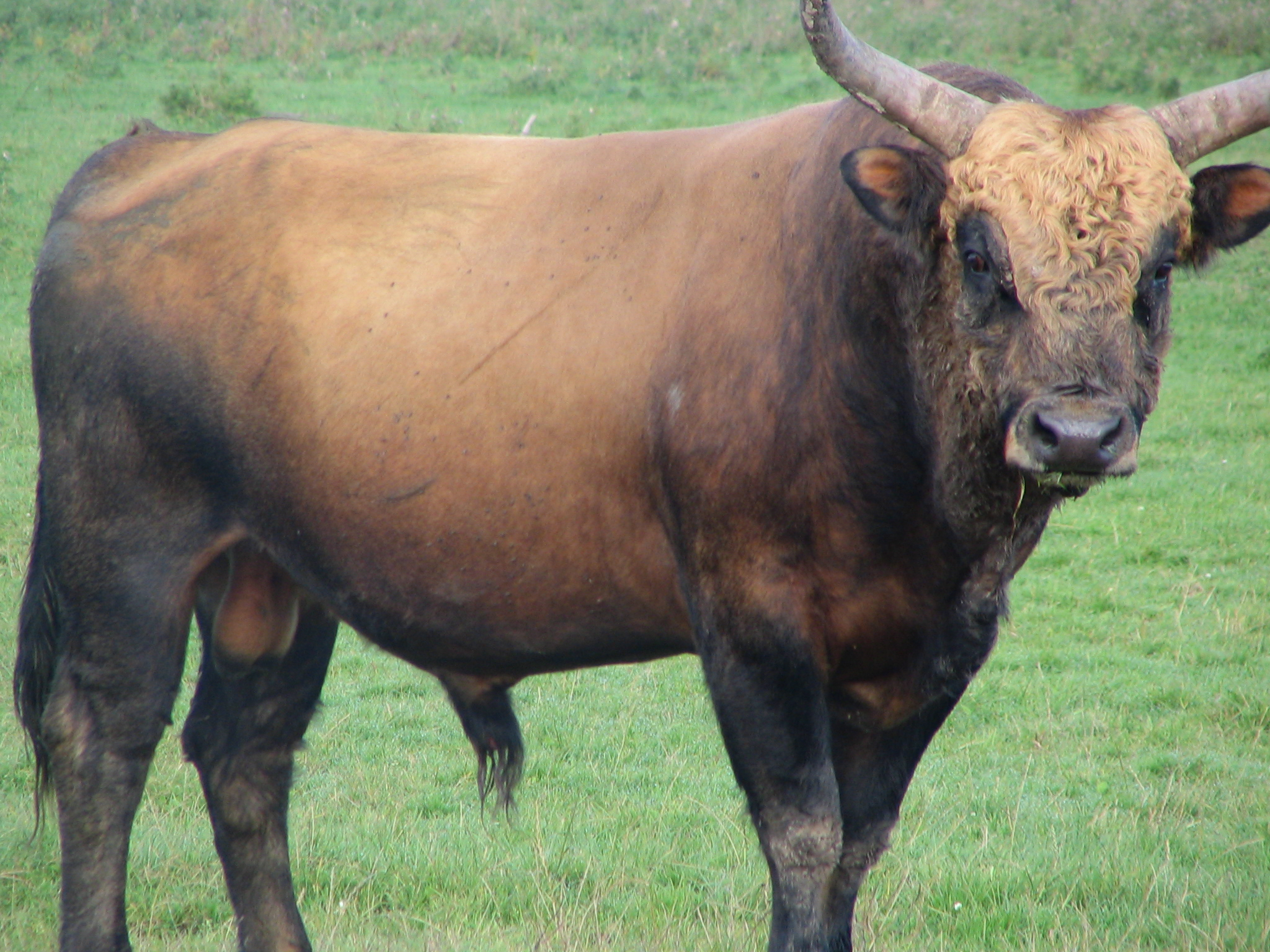
Bovino di Heck in Oostvaardersplassen (NL)

A partire dagli anni venti, i fratelli tedeschi Heinz e Lutz Heck (entrambi direttori di zoo), cercarono di riportare in vita gli uri utilizzando bovini domestici, loro discendenti. Il loro piano si basava sul concetto che una specie non sarebbe estinta veramente finché i suoi geni sono ancora presenti in una popolazione vivente. Incrociarono bovini di varie razze, ma specialmente bovini da combattimento spagnoli, bovini scozzesi Highlander e di razza Podolica ungherese.
Il risultato fu il bovino di Heck, un «uro rinato» o «uro di Heck», che mostra una somiglianza incompleta con quello che conosciamo sulla fisiologia degli uri selvatici. Dopo la seconda guerra mondiale, i bovini di Heck sono aumentati di numero, essendo stati reintrodotti, fra gli altri, in Polonia, Belgio, Paesi Bassi e Inghilterra. Un consistente branco vive allo stato brado nella riserva Oostvaardersplassen (Paesi Bassi).

## Rappresentazioni culturali dell'uro

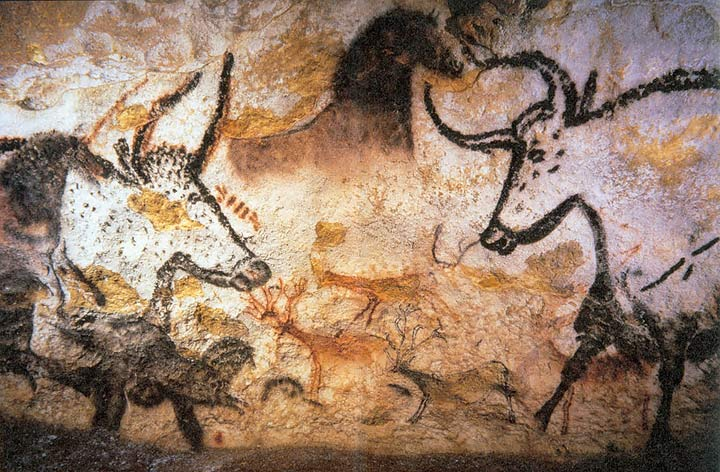
Uri su una pittura rupestre a Lascaux, Francia

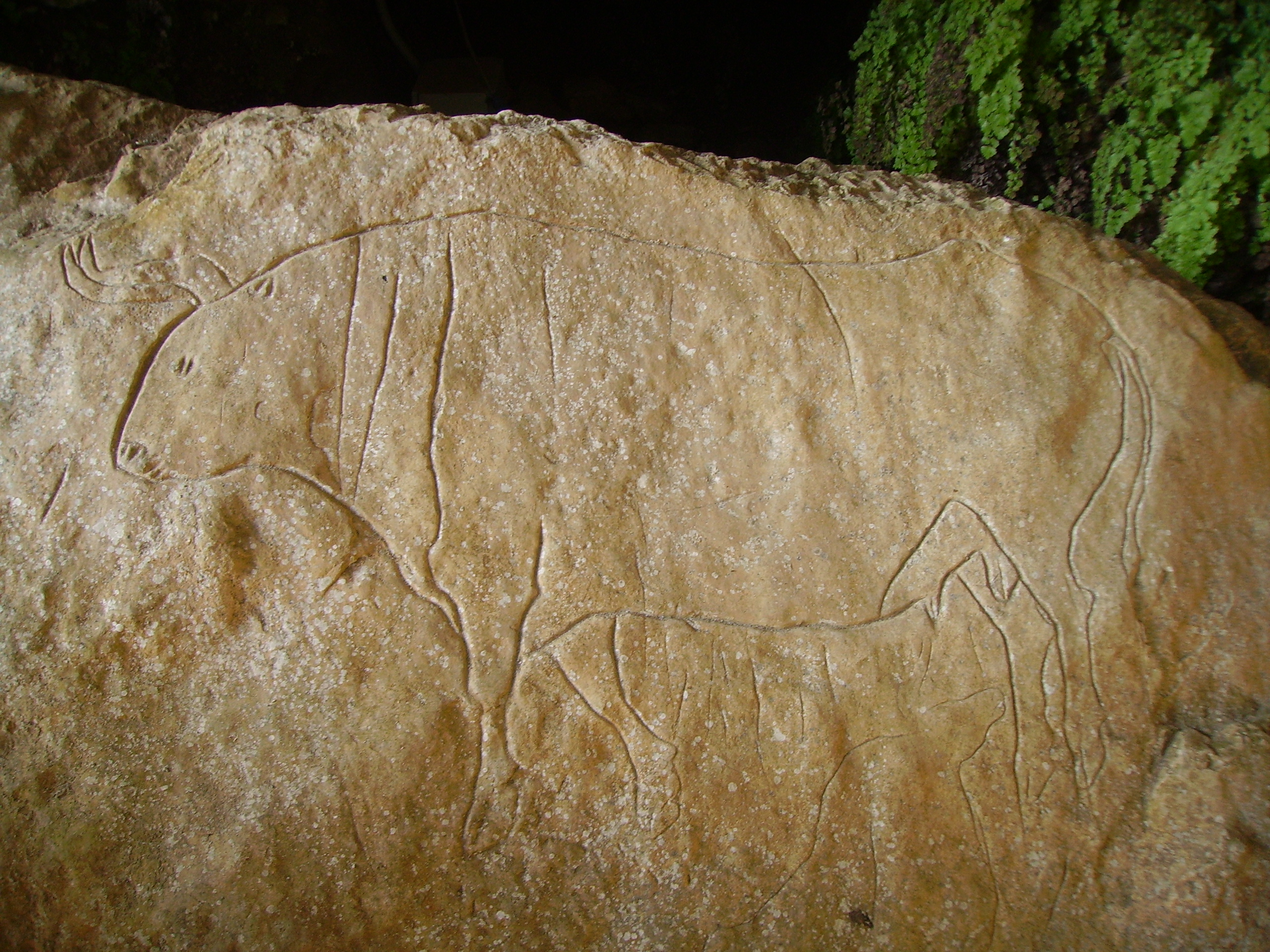
Uro inciso su roccia nella Grotta del Romito in Calabria

- Uro inciso su roccia nella Grotta del Romito in CalabriaDegli uri sono rappresentati con estremo realismo in molte pitture rupestri europee del Paleolitico, come quelle che sono state trovate a Papasidero in Calabria, a Lascaux e nella grotta del Pech-Merle, in Francia. Alla loro forza vitale erano attribuite qualità magiche e sono state ritrovate anche antiche statuette raffiguranti la loro forma. Gli uri, impressionanti e pericolosi, sopravvissero durante l'età del ferro in Anatolia e nel Vicino Oriente e in tutta quest'area furono adorati come un animale sacro, il toro lunare, associato alla Grande Madre e, in seguito, a Mitra.
- Uri sono dipinti sulla Porta di Ishtar di Babilonia.
- Nel 1999 uno scavo archeologico a Peterborough, in Inghilterra, riportò alla luce il cranio di un uro. La parte frontale del cranio era stata rimossa, ma le corna rimanevano attaccate. Ciò ha fatto supporre che l'uccisione di questo animale sia stato un atto sacrificale.
- Il bue selvatico chiamato re'em nella Bibbia (Numeri 23:22 e 24:8, Deuteronomio 33:17, Giobbe 39:9-10, Salmi 22:21, 29:6, 92:10 e Isaia 34:7) viene associato occasionalmente all'uro e nel passato è stato tradotto erroneamente come "unicorno".[14]
- Giulio Cesare scrisse di questi animali nella Guerra gallica al capitolo 6,28: « [...] la terza è la specie dei cosiddetti uri. Sono leggermente più piccoli degli elefanti, assomigliano ai tori per aspetto, colore e forma. Sono molto forti, estremamente veloci, non risparmiano né uomini, né animali che abbiano scorto. I Germani si danno molto da fare per catturarli per mezzo di fosse, e poi li uccidono: i giovani si temprano e si esercitano in queste fatiche e genere di cacce. Chi ha ucciso diversi uri, ne espone le corna pubblicamente, a testimonianza della sua impresa, ricevendo grandi elogi. Non si riesce ad abituare gli uri alla presenza degli uomini, né ad addomesticarli, neppure se catturati da piccoli. Le corna, per ampiezza, forma e aspetto, sono molto diverse da quelle dei nostri buoi. Sono un pezzo molto ricercato, le guarniscono d'argento negli orli e le usano come coppe nei banchetti più sontuosi».
- Il primo a chiosarne il nome fu il monaco lessicografo dell'XI secolo Papia, il quale lo descrisse come un grande bue selvatico germanico dalle corna protese e dalle dimensioni seconde solo a quelle dell'elefante; a suo dire era chiamato da alcuni erroneamente "bufalo" e il suo nome derivava dal gr. ὂρος, 'montagna'.[15]
- L'uro («bour» in rumeno) fu anche il simbolo della Moldavia; si può trovare ancora negli stemmi sia della Romania che della Moldavia. Il corno dell'uro è il simbolo dello stemma della città lituana di Taurage. È presente anche nell'emblema di Kaunas, in Lituania, e faceva parte dell'emblema della Bucovina, quando questa regione faceva parte di un Kronland dell'Impero austro-ungarico.

Probabile versione di una bandiera principesca durante il regno di Stefano il Grande

Lo stemma di Turek

- Il nome della città Turek in Polonia è forma diminutiva della parola slava "tur". L'uro rosso figura sullo stemma della città.
- Il castello di Turjak in Slovenia apparteneva ai nobili Turjak (ted. Auersperg) che fin dal secolo XI avevano inserito un uro nel proprio stemma, incidendolo nella torre del castello ricostruito nel 1520 e tuttora esistente.
- I cognomi slavi orientali Turenin, Turishchev, Turov e Turovsky prendono origine dal nome slavo orientale di questa specie (Tur).[16]
- Il cantone svizzero di Uri utilizza come proprio stemma la testa di un uro.
- Una delle possibili letture che si attribuiscono al carattere runico ᚢ in proto-germanico è "*Ūruz", ossia "uro".

### Nella cultura contemporanea
- Il libro a fumetti Asterix in Iberia mostra un uro che rimpiazza un leone in un anfiteatro romano in Spagna, in riferimento alla corrida. Il personaggio che cerca di sconfiggere l'uro decide di farsi chiamare El Urochero (per torero, derivato da toro) e una nota a piè di pagina spiega che la forma El Ureador (per toreador) è scorretta.
- La serie di racconti fantasy Cronache del ghiaccio e del fuoco di George R. R. Martin fa frequenti riferimenti all'uro nei dialoghi tra i personaggi e nella descrizione dei luoghi, al posto dei bovini più moderni, per accentuare l'ambientazione medioevale.
- Nei set d'espansione Era Glaciale e Ondata Glaciale del gioco di carte Magic: l'Adunanza gli uri furono usati nelle immagini e nei titoli di alcune carte, come tipo di creatura.
- L'album di debutto Age of Winters della band metal The Sword di Austin, comprende una canzone intitolata Lament for the Aurochs.
- Negli MMORPG Asheron's Call, Guild Wars e Il Signore degli Anelli Online: Ombre di Angmar della Turbine gli uri sono un tipo di mostro da sconfiggere.
- Le famose ultime righe di Lolita di Vladimir Nabokov sono: «Penso agli uri e agli angeli, al segreto dei pigmenti duraturi, ai sonetti profetici, al rifugio dell'arte. E questa è la sola immortalità che tu e io possiamo condividere, mia Lolita».
- Il romanzo L'animal et son biographe di Stéphanie Hochet racconta di una comunità nel sud della Francia che crea una nuova stirpe di uri.
- Una caccia all'uro viene narrata nei racconti La mano di ferro di Lindsey Davis e Sarum di Edward Rutherford.
- Nell'anime Full Metal Panic! i nomi in codice dei membri del M.I.T.H.R.I.L. sono tutti provvisti del prefisso «Uruz».
- Gli uri sono rappresentati nella serie Le avventure di Conrad Stargard di Leo Frankowski. L'eroe della storia incontra alcuni uri nella Polonia del XIII secolo, li salva e li fa procreare per salvarli dall'estinzione.
- Nel gioco Final Fantasy X, il protagonista Tidus è membro di una squadra di blitzball chiamata Besaid Aurochs.
- L'uro è uno dei 30 animali estinti adottati nel set d'espansione di Zoo Tycoon 2: Extinct Animals.
- Gli uri compaiono in Age of Mythology tra la fauna dei territori nordici.
- Gli uri compaiono nella serie Chronicles of Ancient Darkness di Michelle Paver.
- La Lamborghini presentata al Salone di Pechino 2012 si chiama Urus.
- Ne parla diffusamente Mauro Raccasi nei suoi romanzi.
- Giganteschi ed antichi animali chiamati "Aurochs" compaiono nel film Re della terra selvaggia; dove tuttavia sono rappresentati come grandi cinghiali neri muniti di corna più che come bovini.
- Nel gioco da tavolo Carcassonne: Hunters and Gatherers gli uri rappresentano uno degli animali da cacciare. A differenza di cervi e mammut, gli uri conferiscono punteggio doppio.
- Vinicio Capossela ha dedicato all'uro un brano dell'album Ballate per uomini e bestie, esaltandone la forza brutale e primordiale.
- Stéphanie Hochet, L'animal et son biographe, Rivages, 2017; trad. it. Il testamento dell'uro, Voland, 2019.